# Organisation territoriale des Pays-Bas
L’organisation territoriale des Pays-Bas est régie par le chapitre 7 de la loi fondamentale du royaume des Pays-Bas intitulé « Provincies, gemeenten, waterschappen en andere openbare lichamen » (« Des provinces, communes, wateringues et autres organismes publics »).

## Territoires autonomes
Le royaume des Pays-Bas est constitué, depuis la dissolution des Antilles néerlandaises le 10 octobre 2010, de quatre territoires autonomes :
- les Pays-Bas proprement dit ;
- Aruba ;
- Curaçao ;
- Saint-Martin ou Sint Maarten (partie néerlandaise de l'île).

## Groupe de provinces

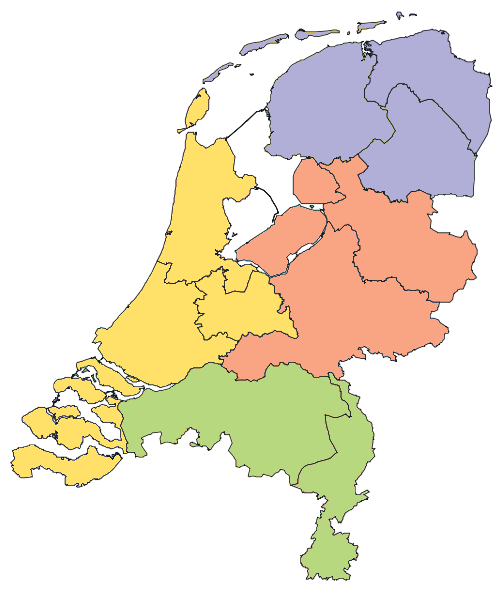
Groupes de provinces.

Le groupe de province (en néerlandais : landsdelen) est une subdivision européenne des Pays-Bas. Elle répond aux besoins d'Eurostat, l'institut statistique européen, qui a défini une nomenclature d'unités territoriales statistiques. Ces groupes correspondent au premier niveau statistique européen (NUTS 1).
Ils sont au nombre de quatre : Noord-Nederland, Oost-Nederland, West-Nederland et Zuid-Nederland.

## Provinces
Les provinces des Pays-Bas sont au nombre de douze depuis le 1er janvier 1986 avec la création de celle de Flevoland.
| Province Nom français   | Chef lieu Nom français | Province Nom néerlandais | Chef lieu Nom néerlandais | Superficie (km²) | Habitants | Densité de population (hab/km²) |
| ----------------------- | ---------------------- | ------------------------ | ------------------------- | ---------------- | --------- | ------------------------------- |
| Brabant-Septentrional   | Bois-le-Duc            | Noord-Brabant            | 's-Hertogenbosch          | 5 081,76         | 2 434 560 | 495,18                          |
| Drenthe                 | Assen                  | Drenthe                  | Assen                     | 2 680,37         | 489 918   | 185,50                          |
| Flevoland               | Lelystad               | Flevoland                | Lelystad                  | 2 412,30         | 383 449   | 270,51                          |
| Frise                   | Leeuwarden             | Friesland                | Leeuwarden                | 5 748,74         | 644 811   | 112,16                          |
| Groningue               | Groningue              | Groningen                | Groningen                 | 2 960,03         | 574 092   | 246,05                          |
| Gueldre                 | Arnhem                 | Gelderland               | Arnhem                    | 5 136,51         | 1 991 062 | 400,47                          |
| Hollande-Méridionale    | La Haye                | Zuid-Holland             | Den Haag                  | 3 418,50         | 3 481 558 | 1 236,92                        |
| Hollande-Septentrionale | Haarlem                | Noord-Holland            | Haarlem                   | 4 091,76         | 2 646 445 | 990,80                          |
| Limbourg                | Maastricht             | Limburg                  | Maastricht                | 2 209,22         | 1 122 604 | 521,93                          |
| Overijssel              | Zwolle                 | Overijssel               | Zwolle                    | 3 420,86         | 1 125 435 | 338,41                          |
| Utrecht                 | Utrecht                | Utrecht                  | Utrecht                   | 1 449,12         | 1 210 869 | 874,26                          |
| Zélande                 | Middelbourg            | Zeeland                  | Middelburg                | 2 933,89         | 380 984   | 213,18                          |

## Régions COROP

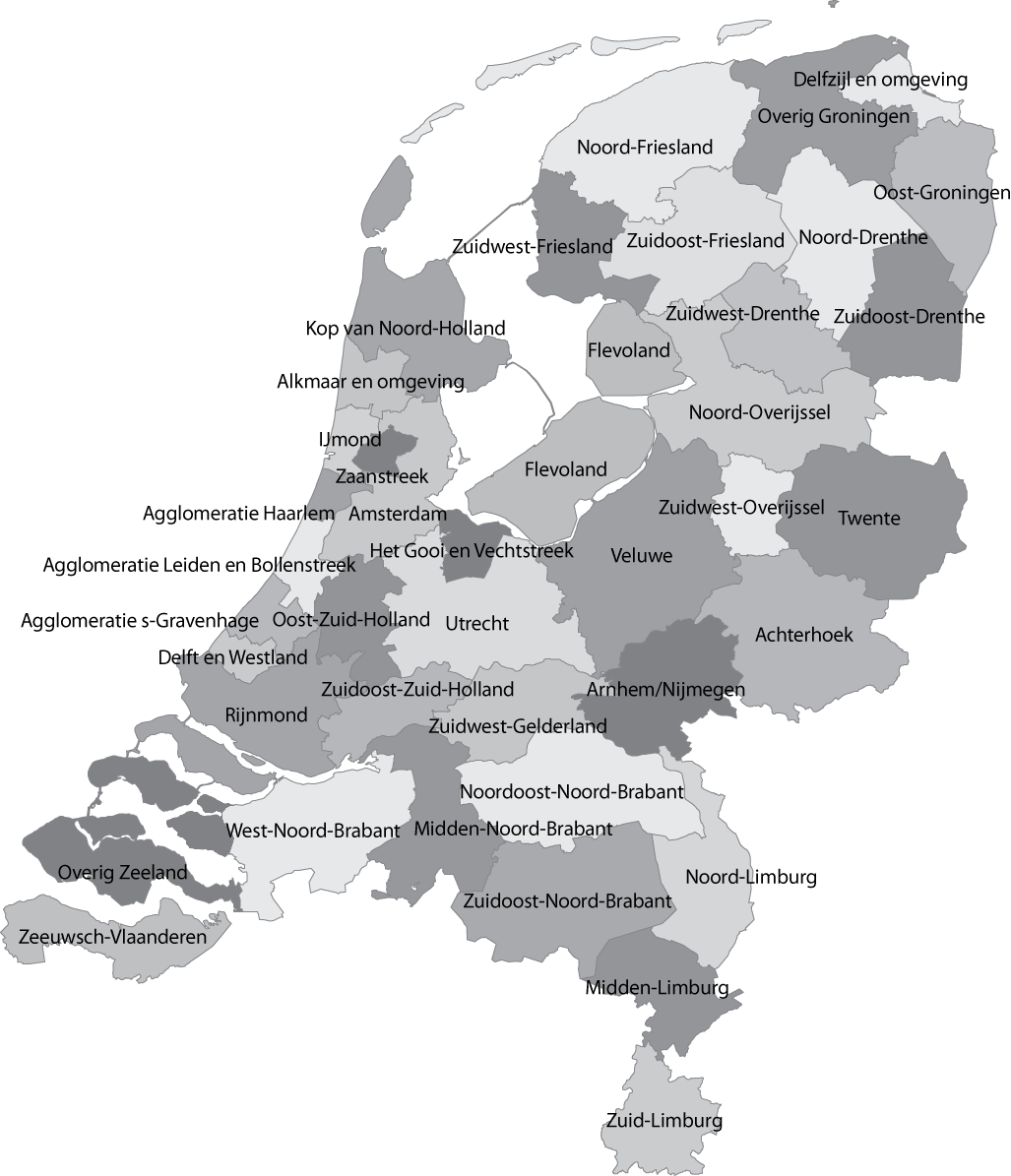
Régions COROP des Pays-Bas.

Une région COROP est une subdivision des Pays-Bas utilisée à des fins analytiques notamment par le Bureau central de la statistique. L’abréviation néerlandaise signifie « Coördinatiecommissie Regionaal Onderzoeksprogramma », c'est-à-dire « Commission de coordination des programmes de recherche régionaux ».
Elles correspondent au troisième niveau de nomenclature d'unités territoriales statistiques (NUTS 3) défini par Eurostat.

## Communes

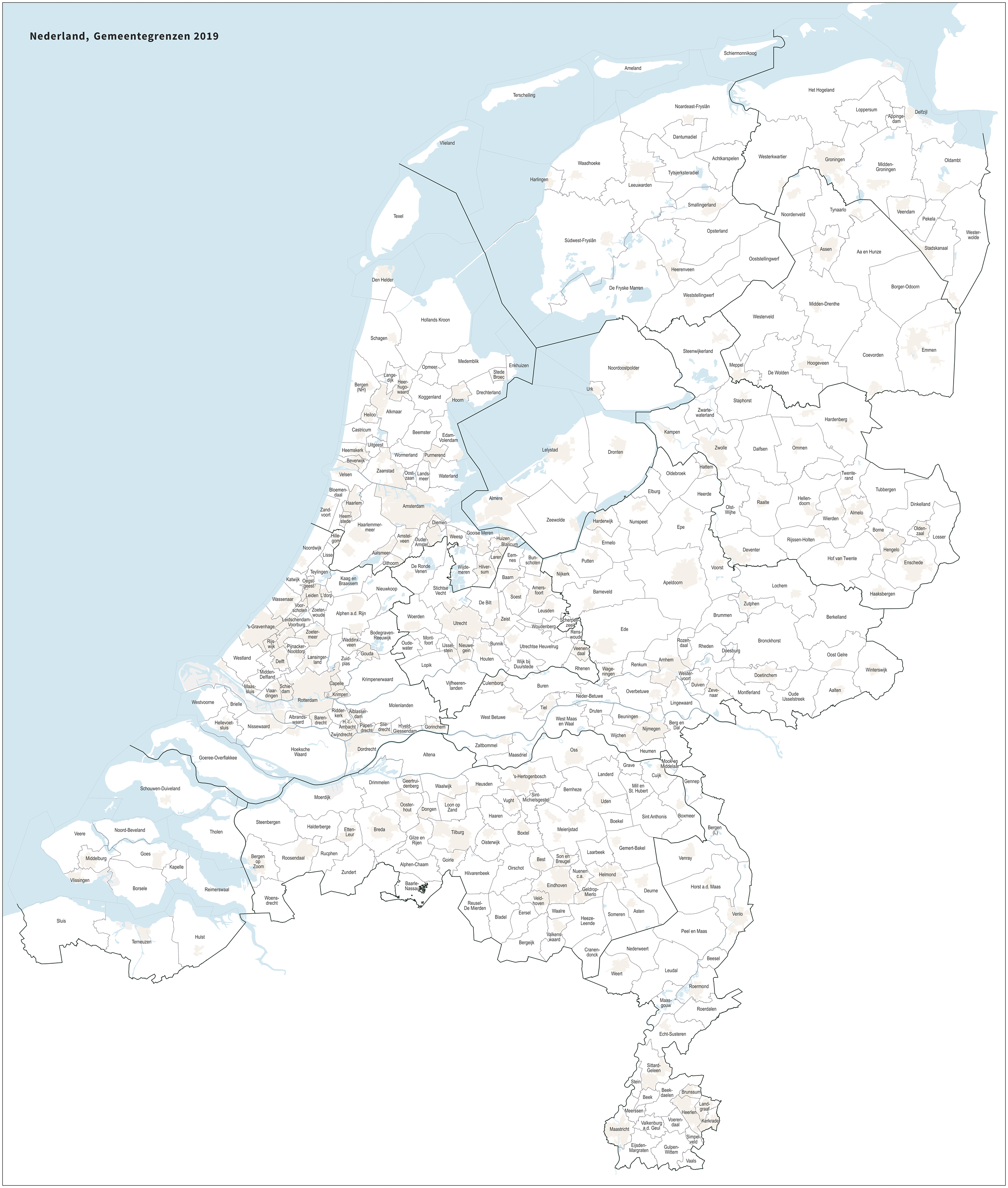
Les communes des Pays-Bas (2019).

La commune (en néerlandais : gemeente) est la plus petite division administrative des Pays-Bas. Elles correspondent au second niveau d'unités administratives locales (LAU 2).
Le conseil municipal est élu par suffrage direct pour quatre ans. Le nombre de conseillers municipaux (raadsleden) dépend du nombre d'habitants de la commune, au minimum neuf, au maximum quarante-cinq (Amsterdam, Rotterdam, La Haye et Utrecht). Les séances du conseil sont publiques.
Les élus font partie soit d'une division locale d'un parti politique national, soit d'un parti politique local.
Le maire (burgemeester) est proposé par le ministre de l'Intérieur et nommé par la Couronne, par décret royal, pour une période de six ans. Le maire préside le conseil municipal sans en faire partie. Il est assisté par les échevins, wethouders (adjoints au maire) qui sont nommés par le conseil municipal. Le nombre d'adjoints dépend également du nombre d'habitants de la commune.

## Territoires d'outre-mer
Le royaume des Pays-Bas comprend dans les Antilles trois territoires autonomes (Aruba, Curaçao, Saint-Martin) et trois communes à statut particulier (Bonaire, Saint-Eustache et Saba).

## Sources
- (en) Cet article est partiellement ou en totalité issu de l’article de Wikipédia en anglais intitulé « COROP » (voir la liste des auteurs).

- (de) Cet article est partiellement ou en totalité issu de l’article de Wikipédia en allemand intitulé « Landsdelen » (voir la liste des auteurs).

## Compléments